# Pycnomerus reitteri
Pycnomerus reitteri es una especie de coleóptero de la familia Zopheridae.

## Distribución geográfica
Habita en las Filipinas.